# Hoganita
La hoganita és un mineral de la classe dels compostos orgànics. Va ser descoberta a la mina Perilya Potosi, Comtat de Yancowinna, Nova Gal·les del Sud, a Austràlia, i rep el seu nom en honor de Graham Hogan, miner i col·leccionista de minerals, el qual va trobar els primers cristalls d'aquest mineral.

## Característiques
La hoganita és un acetat monohidratat de coure de fórmula química Cu(CH₃COO)₂(H₂O). Cristal·litza en el sistema monoclínic en cristalls prismàtics aïllats curts de fins a 0,6 mm que mostren les cares {110}, {101}, {011}, {211}, {112}. És de color blau verdós i la seva duresa a l'escala de Mohs és d'1,5
Segons la classificació de Nickel-Strunz, la hoganita pertany a «10.AA - Sals d'àcids orgànics: formats, acetats, etc» juntament amb els següents minerals: formicaïta, acetamida, dashkovaïta, calclacita i paceïta.

## Formació i jaciments
La hoganita es forma en recobriments oxidats ferruginosos per mitjà de la reacció de minerals metàl·lics oxidats amb la matèria vegetal en descomposició proporcionada per la fullaraca i les restes de fustes trobades a les mines.
A part del l'indret on va ser descoberta, també ha estat trobada a les Dragoon Mountains, al comtat de Cochise, Arizona, als Estats Units.
Ha estat trobada associada amb els següents minerals: paceïta, linarita, malaquita, atzurita, smithsonita cúprica, cerussita, goethita, hematita i quars.